# シュトゥットガルト路面電車DT8.16形電車
シュトゥットガルト路面電車DT8.16形電車（シュトゥットガルトろめんでんしゃDT8.16がたでんしゃ）は、ドイツの都市・シュトゥットガルトのシュタットバーン（ライトレール）であるシュトゥットガルト・シュタットバーンに導入される電車。S-DT8.16形とも呼ばれており、2026年の営業運転開始を予定している。

## 概要
2022年、シュトゥットガルトで公共交通機関を運営するシュトゥットガルト路面電車会社は、スイスに本社を置くシュタッドラー・レールとの間に、シュタットバーン向けの新型電車80両（2両編成40本）分の製造契約を結んだ。更に2024年にはオプション権を行使する形で60両（2両編成30本）の追加発注の実施も決定された。これを基に、シュタッドラー・レールが製造するのがDT8.16形である。
シュタッドラー・レールは2010年代以降、シュトゥットガルト・シュタットバーン向けの車両（DT8.12形、DT8.14形、DT8.15形）の製造を継続して行っており、編成長や全幅といった基本的な諸元や、黄色と黒色を用いた塗装はこれらの車両の構造を踏襲したものになっている。一方、スイスのトリコン（Tricon AG）が手掛ける車体デザインは従来のシュタッドラー・レール製車両から変更されており、運転台は最新の人間工学を応用したものになっている。
車内レイアウトの設計にあたっては快適性や安全性、バリアフリーが意識されており、車椅子やベビーカーに対応したフリースペースが従来の車両から増加し、車内に4箇所設置される。また手すりの位置の見直しや通路の拡大により、車内の移動が迅速かつ快適に行われるようになっている。加えて情報表示用の大型モニターが設けられる他、wi-fi通信に対応した設備や充電用のUSBポートも設置される事になっている。
2026年春季からの営業運転開始を予定しており、初期発注分の80両は2028年までに全車納入される。これにより輸送力の増強が図られる他、老朽化が進んだ旧型車両（DT8.4形）の置き換えが進められる事になっている。